# Gaylord, Michigan

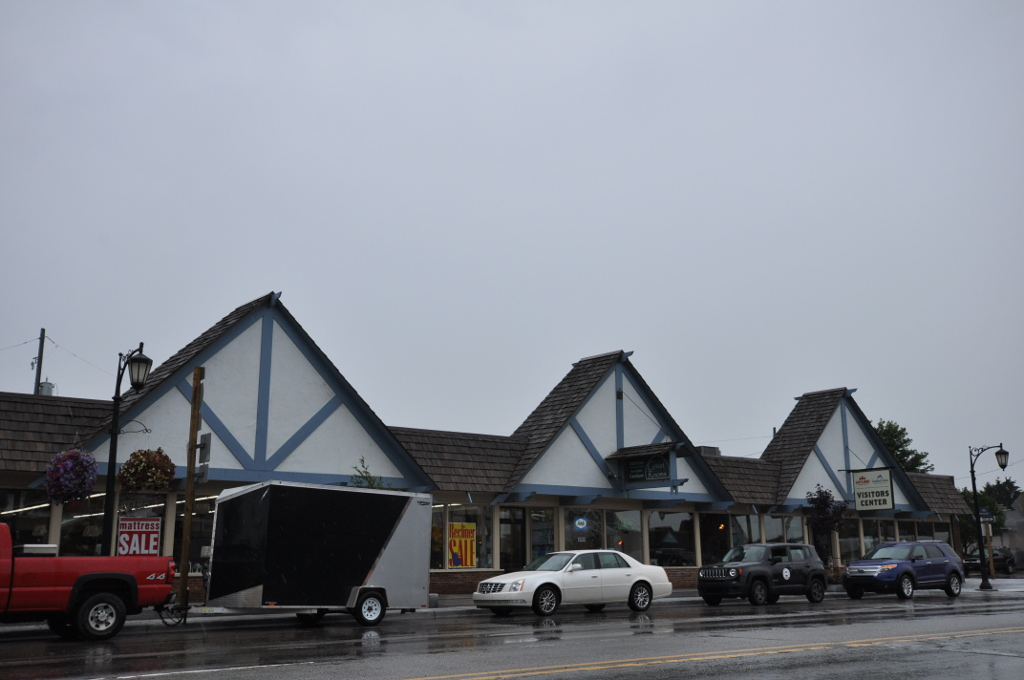
Gaylord Downtown

Gaylord är en stad i Otsego County i delstaten Michigan, USA. Ortens invånarantal uppgick till 3 681 personer vid folkräkningen år 2000. Gaylord är administrativ huvudort (county seat) i Otsego County.